# Stephan von Breuning
Pour les articles homonymes, voir Breuning.

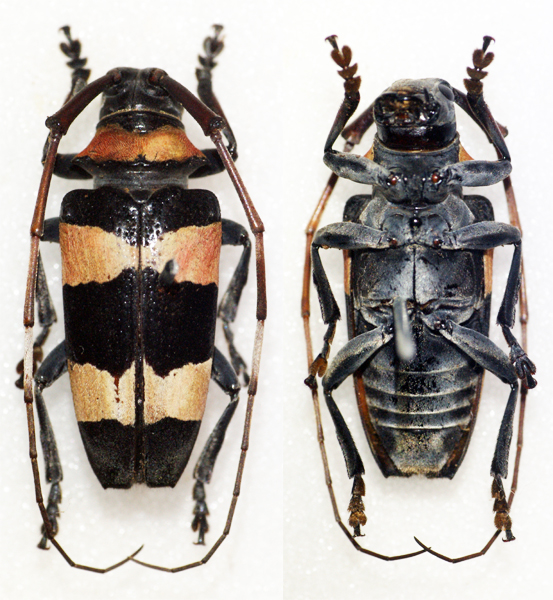
Cereopsius mimospilotus, espèce de Cérambycidé des Philippines décrite par von Breuning en 1980.

Stephan von Breuning est un entomologiste allemand spécialiste des Cérambycidés Lamiaires. Il est né le 21 novembre 1894 à Vienne et mort le 11 mars 1983.
Il a travaillé chez le muséum national d'histoire naturelle de Paris, le muséum G. Frey de Tutzing (aujourd'hui Käfersammlung Frey dans le musée d’histoire naturelle de Bâle) et le Naturhistorisches Museum de Vienne en décrivant presque la moitié de toutes les espèces connues de Lamiaires.